# Mario Matt
Mario Matt, né le 9 avril 1979 à Flirsch (Autriche), est un skieur alpin autrichien. Champion du monde de slalom en 2001 et 2007 puis champion olympique de slalom en 2014, il remporte son premier succès en Coupe du monde dès sa troisième course lors du slalom de Kitzbühel. Il est avant tout un slalomeur, même s'il participe occasionnellement à des slaloms géants ou à des combinés. Il a remporté 15 victoires depuis le début de sa carrière, en 1999, et deux titres de champion du monde de slalom. Le 22 février 2014, aux Jeux olympiques de Sotchi, il devient le plus vieux champion olympique de slalom. Son frère Andreas Matt pratique le skicross, discipline dans laquelle il a été champion du monde en 2009 et vice-champion olympique en 2010.

## Biographie

### Débuts
Performant dès ses années juniors qui le voient occasionnellement intégrer des coupes d'Europe et obtenir une médaille d'argent aux mondiaux juniors 1998 en slalom, Le jeune Mario Matt, 19 ans et fort d'un bon début de saison dans les courses FIS, intègre la Wunderteam pour le circuit inférieur de la coupe d'Europe durablement à partir de la saison 1998-1999. Les résultats sont bons pour le jeune autrichien qui rivalise dans les regroupements en slalom avec un autre prodige de la Wunderteam en la personne de Benjamin Raich. Complet il participe à cette époque à toutes les disciplines et termine les mondiaux juniors 1999 dans le top 10 des 4 disciplines (7e en descente et super G, 5e en géant et 4e en slalom).

### Ascension précoce et irrésistible en Coupe du monde
Auteur d'un excellent début de saison 1999-2000 en Coupe d'Europe qui le voit enchainer ses premiers podiums, Mario Matt débute en Coupe du monde lors du slalom de Kranjska Gora à l'issue duquel parvenant à se qualifier pour la seconde manche il termine à un excellent 17e rang. Fort de cette expérience l'autrichien retourne en coupe d'Europe et continue à enchaîner les podiums et sort en seconde manche du slalom de Wengen. Engagé la semaine suivante sur le slalom de Kitzbühel avec le dossard 47, Mario Matt réalise un exploit majeur en devançant Matjaž Vrhovnik et Benjamin Raich pour remporter sa première victoire en Coupe du monde dès sa troisième course chez les grands. Engagé dans les coupes du monde suivantes il termine 4e à Todtnau et termine sur le podium des 3 slaloms suivants en terminant 3e des slaloms de Adelboden (derrière Vrhovnik et Aamodt) et Yongpyong (derrière Kunc et Furuseth) et surtout en empochant sa 2e victoire en nocturne dans l'ambiance surchauffée de Schladming devant Ole Kristian Furuseth et Thomas Stangassinger. Légèrement blessé à l'entrainement il ne peut participer au slalom des finales et conclut sa première saison au 4e rang du classement du slalom alors qu'il n'a pas pris le départ de 4 slaloms.

### 2000-2002: champion du monde et année olympique décevante
Installé très rapidement dès sa première saison parmi les meilleurs slalomeurs du monde, la question se pose quant à la confirmation de Mario Matt qui à 21 ans et à l'instar de son compatriote Benjamin Raich 22 ans suscite déjà de grands espoirs. Ce qu'il fait dès les premiers slaloms de la saison en enchaînant les podiums. 2e à Park City (derrière Heinz Schilchegger), il remporte son 3e succès en coupe du monde à Madonna di Campiglio devant Schilchegger et Schönfelder. 3e dans la foulée à Wengen (derrière Raich et Schönfelder) il marque un peu le pas lors des slaloms autrichiens avant les championnats du monde de Sankt Anton qu'il aborde bien que parmi les favoris en position de léger doute après les échecs autrichiens. Engagé sur le combiné afin surtout de retrouver confiance il réussit 2 manches de slalom pleines qui lui permettent de remonter beaucoup de places et de finir vice champion du monde derrière Aamodt. Fort de cet excellent résultat et de ses sensations sur cette neige douce qui lui correspond Matt devient au terme de 2 manches pleines champion du monde du slalom à seulement 21 ans devant Raich et Kunc. Fort de ce succès, il réalise une fin de saison régulière ajoutant un nouveau podium lors des finales (2e derrière Raich. 3e du classement du slalom, Matt regrette déjà ses sorties de pistes trop nombreuses et affiche déjà ses ambitions pour l'année olympique suivante.
En 2001-2002, Matt auteur d'un excellent début de saison qui le voit signer un podium (3e derrière Kostelić et Rocca) et sa 4e victoire devant Miller et Vidal) lors des 2 slaloms de Park City va marquer le pas par la suite. Auteur d'un nouveau podium à Kranjska Gora (2e derrière Vidal) il enchaîne les abandons et contre-performances sur les autres slaloms se blessant même gravement à Kitzbühel juste avant les jeux olympiques l'obligeant à mettre un terme à sa saison.

### 2002-2006: chutes dans la hiérarchie et brefs retours au premier plan
Mario Matt revient en janvier 2003 et peine durant toute la saison à retrouver son niveau. Très irrégulier il ne parvient pas à retrouver confiance et ne parvient à défendre son titre mondial dans des conditions correctes (abandon en première manche). Terminant la saison à une anonyme 35e place du classement du slalom, il ne se qualifie même pas pour les finales.
Auteur d'un début de saison 2003-2004 en retrait (13e à Park City et Madonna di Campiglio) mais prometteur, l'autrichien retrouve un très bon niveau à partir du mois de Janvier (6e à Wengen et Kitzbühel) qui lance une fin de saison excellente qui le voit en dehors d'une 4e place à Adelboden et d'une 6e place à Sestrières, signer 2 podiums à Sankt Anton (3e derrière Miller et Palander) et Kranjska Gora (3e derrière les norvégiens Karlsen et Stiansen) lui permettant de finir la saison à une bonne 6e place du classement du slalom.
En 2004-2005, Mario Matt commence sa saison sur la lancée de la précédente ne quittant pas le top 10 des slaloms qu'il termine (9e à Beaver Creek, 5e à Flachau, 6e à Chamonix), Matt signe une 2e place à Kitzbühel derrière Pranger qui lui permet d'aborder les Championnats du monde de ski alpin de 2005 à Bormio en confiance. Il termine cependant 11e du combiné et sort en première manche du slalom. Nullement touché il termine sa saison par une 5e victoire lors des finales disputées à lenzerheide devant Vogl et Schönfelder. Il termine 6e du classement du slalom. Il déclare à l'intersaison souhaiter s'axer sur une préparation plus complète qui lui permettrait de devenir régulier en géant et de s'améliorer en combiné bien que tout à fait conscient que cela puisse constituer un risque en année olympique.
En 2005-2006, Mario Matt s'engage donc sur trois disciplines (slalom, géant et combiné), réalise un début de saison prometteur en géant (14e à Sölden et 11e à Beaver Creek et en slalom (4e à beaver Creek) il baisse subitement de niveau à la suite de deux abandons en slalom à madonna di Campiglio et Adelboden. plus capable de jouer le top 15 pour le reste de la saison il arrive aux Jeux olympiques d'hiver de 2006 de Turin totalement hors de forme. Il termine loin en combiné (35e) et sort en slalom assistant des tribunes au triplé autrichien à Sestrières. Terminant cependant la saison sur une note positive (12e à Shigakogen et 6e des finales à Lenzerheide) il termine au 16e rang du classement du slalom et décevant 23e du classement du géant.

### 2007-2009: à nouveau champion du monde et 3 saisons de haut niveau
En 2006-2007, auteur d'un début de saison délicat vierge qui le voit enchaîner les contre-performances, l'autrichien va réaliser un impressionnant retour au mois de janvier. le déclic s'opère sur la piste explosée d'Adelboden ou Mario Matt prend la 3e place du slalom derrière le surprenant Marc Berthod et Raich qui marquera le début d'une série impressionnante de podiums en slalom. Le week-end suivant, Matt profite du retrait des descendeurs autrichiens qui le repositionne dans les 30 au départ de la manche de slalom du combiné de Wengen pour remporter au terme d'une grosse manche sa 6e victoire devant Berthod et Zurbriggen, sa première en super combiné. Inflexible, il enchaine dans la foulée 3 podiums d'affilée en slalom (2e des 2 slaloms de Kitzbühel derrière à chaque fois Jens Byggmark et 3e à Schladming derrière Raich et Moelgg) avant d'aborder les Championnats du monde de ski alpin de 2007 à Are en position de favori en combiné et en slalom. Décevant 11e du super combiné, Mario Matt surpuissant découpe les 2 manches du slalom et conquiert son 2e titre mondial avec près de 2 secondes d'avance sur l'italien Moelgg et le français Jean-Baptiste Grange. Sur la fin de saison, Matt, qui ne se laisse plus arrêter, ajoute ses 7e et 8e victoires à Garmisch (devant Neureuther et Raich) et Kranjska Gora (devant Raich et Moelgg) et reprend la tête du classement du slalom pour 15 points. 2e du slalom des finales à Lenzerheide derrière son rival pour le globe de cristal Benjamin Raich, Mario Matt avec 600 points paie son irrégularité du début de saison et échoue de 5 points et termine 2e du classement du slalom. Il termine en outre au 5e rang du classement général.
En 2007-2008, Mario Matt réalise un bon début de saison qui le voit à la surprise générale signer son premier podium en géant (2e à Beaver Creek derrière Daniel Albrecht) et un bon top 5 en slalom à Reiteralm. Après 2 sorties en slalom, Matt toujours présent dès Janvier renoue avec la victoire à Adelboden devant Raich et Neureuther, Enchaînant les podiums il termine 3e à Kitzbühel derrière Grange et Byggmark et remporte ses 9e et 10e victoires à Schladming devant Grange et Moelgg et Zagreb devant Kostelić et Herbst. L'autrichien ne joue que les victoires car trop loin (à cause de ses nombreuses sorties) au classement du slalom de Grange et de Moelgg. Il termine après 2 derniers slaloms décevants à la 4e place du classement du slalom et bon 10e au général.
2008-2009 est une saison décevante pour Mario Matt qui manque comme toujours dans l'ensemble de sa carrière de régularité. Sur le podium en début de saison à Levi (derrière Grange et Miller) Matt toujours présent dans le top 10 des slaloms qu'il termine (7e à Adelboden, 9e à garmisch) part sur l'intérieur en première manche lors des Championnats du monde de ski alpin 2009 à Val d'Isère à l'instar de beaucoup de favoris. 5e dans la foulée à Kranjska Gora il termine sa saison par une très bonne note signant sa 11e victoire lors des finales à Are devant les français Grange et Lizeroux et termine 7e du classement du slalom.

### 2009-2013: une saison et demie de galères et retour au premier plan
2009-2010 est une saison difficile pour l'autrichien amoindri physiquement par des douleurs dorsales. Ne terminant que deux slaloms sur la saison (8e à Zagreb et 10e à Kitzbühel), Matt ne se qualifie pas pour les jeux olympiques d'hiver de 2010 et finit la saison à l'agonie pas qualifié pour les finales au-delà des 30 meilleurs slalomeurs.
En 2010-2011, Mario Matt s'élançant avec de gros dossards ne parvient pas en début de saison à retrouver son niveau et est obligé de s'engager en courses FIS et coupes d'Europe afin de remonter doucement la pente. Il faudra en fait attendre le slalom d'Adelboden pour que Mario Matt dossard 43 accroche une belle 4e place qui sera suivie de faits puisqu'il signe deux nouveaux tops 10 lors des deux slaloms suivants (5e à Wengen et 8e à Kitzbühel). Excellent 4e des championnats du monde, Mario Matt réalise comme souvent dans sa carrière une fin de saison tonitruante enchaînant ses 12e et 13e victoires à Bansko (devant Herbst et Grange) et à Kranjska Gora (devant Kasper et Baeck) et concluant par une 2e place derrière Razzoli une saison d'un énième retour au premier plan à la 4e place du classement du slalom.
Très régulier dans les 10 durant la saison 2011-2012 malgré quelques couacs qui sont devenus une habitude chez Matt, l'autrichien réalise comme souvent ses meilleures performances lors du mois de janvier et en fin de saison. Il termine outre ses nombreuses places d'honneur (9e à Flachau, 4e à Adelboden et Wengen) avec 3 podiums (2e à Kitzbühel derrière Deville, 3e à Schladming derrière Hirscher et Gross et 3e des finales encore à Schladming derrière Myhrer et Neureuther). Il termine la saison au 7e rang du classement du slalom.
Le début de la saison 2012-2013 est compliqué pour Matt qui bien que 8e à Val d'Isère ne se qualifie pas à Levi et Madonna di Campiglio qui lui font aborder les slaloms de janvier qu'il affectionne fragilisé.

### 2014: le triomphe aux Jeux olympiques
Avec une victoire au compteur obtenue à Val d'Isère, il aborde les Jeux olympiques de Sochi avec un statut d'outsider et sur un tracé très technique, il réussit à remporter la médaille d'or devant son compatriote Marcel Hirscher auteur d'une deuxième manche très rapide.
Il termine la saison par une troisième place aux Finales de Lenzerheide, lui assurant le sixième rang au classement de la Coupe du monde de slalom.

### 2015: annonce de la retraite sportive
Durant la saison 2014-2015, il ne parvient pas à monter sur le moindre podium et lors des Championnats du monde à Beaver Creek il se blesse à la cheville lors de la première manche de slalom. Il ne peut participer aux deux derniers slaloms de la saison à Krajska Gora et Méribel et annonce la fin de sa carrière au haut niveau le 12 mars 2015.

## Famille
Son frère cadet Michael est aussi un skieur alpin spécialiste de slalom.

## Palmarès

### Jeux olympiques d'hiver
| Épreuve / Édition | Turin 2006 | Sotchi 2014 |
| Slalom            | Abandon    | Or          |
| Combiné           | 34e        | -           |

### Championnats du monde
| Épreuve / Édition       | Sankt Anton 2001 | Saint-Moritz 2003 | Bormio 2005 | Åre 2007 | Val d'Isère 2009 | Garmisch P. 2011 | Schladming 2013 | Vail / Beaver Creek 2015 |
| Slalom                  | Or               | Abandon           | Abandon     | Or       | Abandon          | 4e               | Bronze          | Abandon                  |
| Combiné / Super combiné | Argent           | -                 | 11e         | 11e      | -                | -                | -               |                          |
| Par équipes             | -                | -                 | -           | Or       | -                | -                | -               | -                        |

### Coupe du monde
- Meilleur classement général : 5e en 2007.
- 42 podiums dont 15 victoires (14 en slalom, 1 en combiné).

#### Différents classements en Coupe du monde
| Année/Classement | Année/Classement | Général | Général | Descente | Descente | Slalom | Slalom | Géant  | Géant  | Super G | Super G | Combiné | Combiné |
| ---------------- | ---------------- | ------- | ------- | -------- | -------- | ------ | ------ | ------ | ------ | ------- | ------- | ------- | ------- |
| Année/Classement | Année/Classement | Class.  | Points  | Class.   | Points   | Class. | Points | Class. | Points | Class.  | Points  | Class.  | Points  |
| 2000             | 2000             | 23e     | 384     | -        | -        | 4e     | 384    | -      | -      | -       | -       | -       | -       |
| 2001             | 2001             | 17e     | 406     | -        | -        | 3e     | 406    | -      | -      | -       | -       | -       | -       |
| 2002             | 2002             | 29e     | 287     | -        | -        | 8e     | 267    | 37e    | 20     | -       | -       | -       | -       |
| 2003             | 2003             | 91e     | 46      | -        | -        | 35e    | 46     | -      | -      | -       | -       | -       | -       |
| 2004             | 2004             | 23e     | 352     | -        | -        | 6e     | 352    | -      | -      | -       | -       | -       | -       |
| 2005             | 2005             | 29e     | 294     | -        | -        | 6e     | 294    | -      | -      | -       | -       | -       | -       |
| 2006             | 2006             | 36e     | 230     | -        | -        | 16e    | 136    | 23e    | 76     | -       | -       | 32e     | 18      |
| 2007             | 2007             | 5e      | 744     | -        | -        | 2e     | 600    | 25e    | 42     | -       | -       | 11e     | 102     |
| 2008             | 2008             | 10e     | 594     | -        | -        | 4e     | 427    | 15e    | 132    | -       | -       | 29e     | 35      |
| 2009             | 2009             | 29e     | 299     | -        | -        | 7e     | 282    | 40e    | 17     | -       | -       | -       | -       |
| 2010             | 2010             | 85e     | 58      | -        | -        | 31e    | 58     | -      | -      | -       | -       | -       | -       |
| 2011             | 2011             | 20e     | 407     | -        | -        | 4e     | 407    | -      | -      | -       | -       | -       | -       |
| 2012             | 2012             | 28e     | 372     | -        | -        | 7e     | 342    | -      | -      | -       | -       | -       | -       |
| 2013             | 2013             | 21e     | 309     | -        | -        | 6e     | 309    | -      | -      | -       | -       | -       | -       |
| 2014             | 2014             | 27e     | 310     | -        | -        | 6e     | 310    | -      | -      | -       | -       | -       | -       |
| 2015             | 2015             | 96e     | 46      | -        | -        | 29e    | 46     | -      | -      | -       | -       | -       | -       |

#### Détail des victoires
| Édition / Épreuve | Slalom                               | Combiné | Total |
| 2000              | Kitzbühel Schladming                 | -       | 2     |
| 2001              | Madonna di Campiglio                 | -       | 1     |
| 2002              | Aspen                                | -       | 1     |
| 2005              | Lenzerheide                          | -       | 1     |
| 2007              | Garmisch-Partenkirchen Kranjska Gora | Wengen  | 3     |
| 2008              | Adelboden Schladming Zagreb          | -       | 3     |
| 2009              | Åre                                  | -       | 1     |
| 2011              | Bansko Kranjska Gora                 | -       | 2     |
| 2014              | Val d'Isère                          | -       | 1     |
| Total             | 14                                   | 1       | 15    |

#### Performances générales
Mario Matt a pris 193 départs en Coupe du monde. Il compte 42 podiums dont 15 victoires, la plupart obtenues en slalom.
| Résultat  | Descente | Super-G | Slalom géant | Combiné | Slalom | Total |
| --------- | -------- | ------- | ------------ | ------- | ------ | ----- |
| 1re place | -        | -       | -            | 1       | 14     | 15    |
| 2e place  | -        | -       | 1            | -       | 11     | 12    |
| 3e place  | -        | -       | -            | -       | 15     | 15    |
| Top 10    | -        | -       | 2            | 2       | 67     | 73    |
| Top 30    | -        | -       | 18           | 5       | 90     | 115   |
| Autres    | -        | -       | 19           | 3       | 56     | 78    |
| Départs   | 0        | 0       | 37           | 8       | 146    | 193   |

### Championnats du monde juniors
Mario Matt a participé à trois éditions Championnats du monde juniors entre 1997 et 1999. Il y a pris huit départs et a obtenu une médaille d'argent en slalom.
| Épreuve / Édition                                     | Descente | Super-G | Slalom géant | Slalom            |
| ----------------------------------------------------- | -------- | ------- | ------------ | ----------------- |
| Mondiaux 1997 Schladming                              | 15e      | -       | 13e          | Disqualifié       |
| Mondiaux 1998 Chamonix/Megève/Saint-Gervais-les-Bains | -        | -       | -            | Médaille d'argent |
| Mondiaux 1999 Pra Loup/Le Sauze                       | 7e       | 7e      | 5e           | 4e                |

### Championnats d'Autriche
- 3 fois champion du slalom : 2000, 2005 et 2006.